# Cobra-de-duas-cabeças (Amphisbaena mertensii)

## Cobra-de-duas-cabeças (Amphisbaena mertensii)
Origem: Wikipédia, a enciclopédia livre.
A Cobra-de-duas-cabeças (Amphisbaena mertensii), é um réptil squamata, da família Amphisbaenidae e gênero Amphisbaena. Ela está distribuída na América do Sul. No Brasil ela está presente nos biomas do Cerrado e Mata Atlântica, sendo os estados do Mato Grosso, Mato Grosso do Sul, Goiás, Minas Gerais, São Paulo, Paraná e Santa Catarina. A mertensii pode ser encontrada também em áreas urbanas, mas não representa perigo a população, apesar de possuírem veneno. São animais fossoriais, principal característica do grupo, influenciando em sua morfologia, ecologia e habitat.

## Características
Seu nome popular se da por conta da semelhança entre sua cabeça e sua cauda, podendo até confundi-las. 
As Amphisbaena estão dentro dos Diapsidas, da linhagem dos Lepidosauria, dentro do grupo dos amniotas. 
Uma das principais apomorfias dos répteis, incluindo esses lagartos, é a presença de dois órgãos copuladores, chamado de Hemipênis. Este animal possui um corpo cilíndrico, robusto e uniforme, desprovido de patas (apode), sua cauda é forte e curta com a aparência de sua cabeça, tem hábito fossorial, ou seja, vivem embaixo da terra, sendo muito confundido com minhocoçu ou até mesmo com anfíbios gimnofionos. São animais escamados, com andar duplo, e movimento sanfonado, podendo andar "de costas". Sua dentição é do tipo polifiodonte (continuamente substituídos), unicúspides (somente uma ponta) e geralmente com homodontia (todos parecidos).
São animais ovíparos, podendo ter até 8 ovos em sua ninhada.